# 256 (tal)
256 är det naturliga talet som följer 255 och som följs av 257.

## Inom matematiken
256 = 28 är antalet olika värden som kan sparas i en byte.
256 är därmed också antalet tecken i den utökade ASCII-tabellen, indexerade från 0 till 255.
- 256 är ett frugalt tal i bas 10
- 256 är ett jämnt tal.
- 256 är ett Nonaccital.
- 256 är ett Tesserakttal.

## Inom vetenskapen
- 256 Walpurga, en asteroid